# La reina de la laguna
La reina de la laguna es una trilogía de libros escrita por el alemán Kai Meyer. Está compuesta por La reina de la laguna (2001), La luz de piedra (2002) y La palabra de cristal (2002). El primer libro se publicó por primera vez en español en octubre de 2003 por la editorial Ediciones B. Las siguientes dos novelas llegaron en abril y julio de 2004, respectivamente.

## Novelas

### La reina de la laguna
Título original: Die fließende Königin

Merle y Junipa, su compañera de orfanato, que es ciega, llegan en góndola al canal de los Proscritos de Venecia. Allí tienen sus talleres Umberto, fantástico tejedor, y el alquimista Arcimboldo, fabricante de espejos mágicos. Este último las recibe en su casa y, en uno de sus experimentos, devuelve la vista a la muchacha ciega. Tras una cacería de espectros en los espejos mágicos, descubrirán una conjura de tres miembros del Consejo de Venecia que desean eliminar a la protectora de la Laguna y entregar la ciudad al Imperio egipcio. Merle, cuyo mundo rebosa magia, logra huir llevándose un tarro de cristal que contiene el espíritu de la Reina. Mientras tanto, su amigo Serafín se ha enterado de que el personaje diabólico que compra los espejos de Arcimboldo quiere que le entreguen a Junipa. Por su parte, Merle bebe el contenido del frasco y descubre que la consciencia de la Reina de la Laguna ahora vive dentro de ella. Siguiendo los consejos de la Reina, Merle libera al Viejísimo Traidor, Vermithrax, un león alado de obsidiana con el que consiguen huir de la ciudad antes del ataque de los egipcios.

### La luz de piedra
Título original: Das steinerne Licht

El mundo de Merle rebosa magia. Sin embargo, desde que el poder de la Reina de la Laguna tuvo que retroceder ante las fuerzas del mal, reinan en Venecia el terror y la tristeza. Sirenas y ladrones, esfinges y hechiceros, todos ellos presienten que sólo Merle puede cambiar el destino de la ciudad de la Laguna. Y mientras sus amigos luchan en los palacios de Venecia por su libertad, Merle se desplaza a lomos de un león de piedra por abismos de kilómetros de profundidad hasta el centro de la Tierra. Allí, en el reino de la Luz de Piedra, tendrá que escoger entre viejas amistades y la paz para el mundo entero.

### La palabra de cristal
Título original: Das gläserne Wort

Mientras Venecia ha sucumbido a la ofensiva de los guerreros momia, Merle y la Reina de la Laguna parten hacia el país de la Esfinge. Sin embargo, el desierto egipcio yace sepultado bajo una gruesa capa de nieve. Allí, en la fortaleza del mago de la Esfinge, brujos y sacerdotes de Horus, viejos dioses y nuevos tiranos se enzarzan en una batalla decisiva. Más que nunca, Merle tiene la llave de la salvación del mundo al encontrarse con el misterio de la Palabra de Cristal y con un amigo al que ya creía perdido.

## Personajes
- Merle
- Junipa
- La Reina de la Laguna / Sekmeth
- Arcimboldo
- Unke
- Serafín
- Vermithrax
- Seth
- Dario
- Lalapeja
- Invierno
- Profesor Burbridge
- Steven
- Amenofis